# Дінузулу
Дінузулу каКечвайо (бл. 1868 — 18 жовтня 1913, зазвичай пишеться з орфографічними помилками Дінізулу) — король нації зулу з 20 травня 1884 року до своєї смерті в 1913 році. Він став наступником свого батька Кечвайо, який був останнім королем зулусів, офіційно визнаним британцями. Після англо-зулуської війни британський уряд розбив Зулуське королівство на тринадцять менших територій, і Кечвайо, а згодом Дінузулу, керували лише однією з них. Пізніше британці зрозуміли марність поділу Зулуленду на території і відновили Кечвайо як головного лідера територій. Однак вони залишили одного з родичів Кечвайо, Усібепу (Зібхебху), наодинці з його землями. 22 липня 1883 року Усібепу напав на нового крааля Кечвайо в Улунді, поранивши короля та змусивши його втекти.

## Волонтери Дінузулу
Щоб оскаржити правонаступництво, Дінузулу спочатку звернувся до британців, але не отримав відповіді. Потім він запропонував нагороду землею бурським фермерам з округів Врайхейд і Утрехт, щоб вони прийшли і билися на його боці та відновили королівство Зулу. У 1884 році група бурських фермерів з округів Утрехт і Фрайхейд взялася допомогти відновити порядок в обмін на землю для утворення незалежної республіки з виходом до моря. На чолі з генералом Луїсом Ботою вони сформували добровольців Дінузулу і після кількох зіткнень із Зібхебху перемогли його в битві біля Примарної гори (також відомої як битва при Цханені) 5 червня 1884 року.

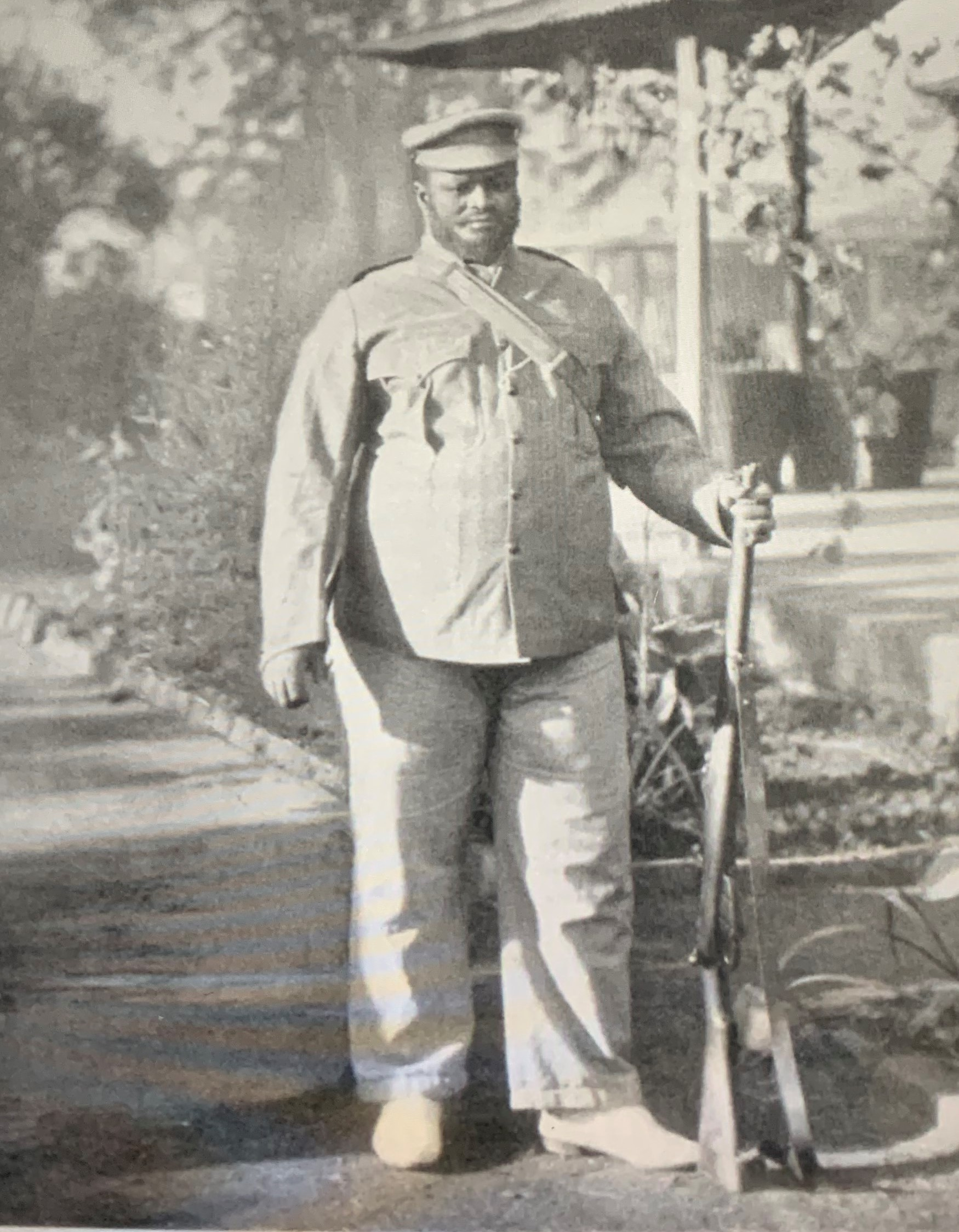
Дінузулу у військовій формі, Південна Африка, приблизно 1888-1913 рр.

Нова республіка Нійове, заснована в північному Наталі на землях, наданих бурам Дінузулу, була визнана Німеччиною та Португалією. Пізніше він був зареєстрований на його прохання ПАРR через фінансові проблеми, після того як британці анексували прибережні рівнини від річки Тукела (Тугела) на північ, щоб перешкодити бурам побудувати гавань. Після значних суперечок в Наталському арбітражному суді Британія зрештою визнала Нійове, але зменшила її розмір після приєднання прибережних рівнин до Капської колонії разом із претензіями республіки на гавань Сент-Люсії. Нійове була приєднана за власним бажанням доу Південно-Африканської Республіки в 1888 році. До початку Другої англо-бурської війни в 1899 році в регіоні не відбулося жодного серйозного конфлікту.

## Вигнання
У 1890 році Дінузулу був захоплений британцями та засланий на острів Святої Єлени на сім років за те, що він очолював зулуську армію проти британців через анексію прибережних рівнин Зулуленду.
Коли в 1897 році Зулуленд було офіційно включено до складу Наталю, Дінузулу було звільнено. Наступного року він був призначений ІнДуна британського уряду.

## Повстання Бамбати
У 1906 році спалахнуло так зване повстання Бамбати. Після придушення повстання Дінузулу звинуватили в тому, що він наказав Бамбаті розпочати повстання, і віддали під суд за державну зраду. Хоча він наполегливо заявляв про свою невинуватість, у березні 1908 року його визнали винним і засудили до чотирьох років ув'язнення.
Через два роки його старий друг, генерал Луїс Бота, став прем'єр-міністром Південно-Африканського Союзу. Бота наказав звільнити Дінузулу та перевезти його на ферму Уїткик у Трансваалі, де він помер 18 жовтня 1913 року у віці 44 або 45 років. Після державних похоронів його поховали в Нобамбі в долині Хосіні (31°16'E; 28°26'S), яка лежить у верхній дренажній системі Білого Умфолозі.
Його наступником став його син Соломон каДінузулу.

## Статуя
Пам'ятник Дінузулу встановлено поруч зі статуєю генерала Луїса Боти, першого прем'єр-міністра колонії Трансвааль, на розі Береа-роуд і Уорік-авеню в Дурбані.

## Дерев'яний значок із намистин
Намистини з намиста Дінузулу, які, як стверджували, знайшов Роберт Баден-Павелл, пізніше були представлені лідерам скаутів після тренінгу лідерства Дерев'яний значок. Сьогодні намистини Дерев'яний значок є копіями оригінальних намист. На сьогоднішній день є суперечливі докази щодо того, як Баден-Пауелл отримав намиста, а також конкретне призначення та власника намистин. Інші історії включають те, що Баден-Павелл взяв намиста неналежним чином і що намиста не були військовими, а насправді належали жінці, наприклад, дружині Дінузулу.